# Natalina José
Natalina José da Silva Soares (Estoril, 10 de janeiro de 1939) é uma atriz portuguesa. A sua carreira começou em 1962.

## Biografia
Venceu o concurso "Vedetas Precisam-se", da revista Rádio e Televisão, sendo o prémio o lançamento de um disco e uma atuação no Coliseu de Lisboa.
A sua prestação leva-a a estrear-se na televisão (na RTP) em 1962, com a peça de teleteatro Romance na Serra.
Estreia-se no teatro de revista como cantora, tornando-se logo de seguida também atriz, sendo as suas "mestras" as atrizes Aida Baptista, Ivone Silva e mais tarde Marina Mota (sendo esta última 23 anos mais nova que Natalina).
Gravou vários discos, como Rapariga do Cais e Fado Sem Guitarras.
Teve várias participações na televisão, em programas como Melodias de Sempre e Riso e Ritmo.
Também entrou em filmes, nomeadamente Pão, Amor e Totobola (1964) e Bonança & C.a (1969).
Natalina josé participou em diversos espetáculos, nomeadamente em digressões a África e ao Canadá, assim como em mais de 30 revistas, sendo inclusivamente eleita a Melhor Atriz de Revista de 1987. Para além de ter entrado em tournées como atriz, também fez digressões enquanto cantora.
Na televisão fez também telenovelas, séries de humor e séries de época, principalmente. Destacam-se Palavras Cruzadas (1987), Passerelle (1988), O Mandarim (1991), Telhados de Vidro (1993), Ora Bolas Marina (1993), Um Sarilho Chamado Marina (1998), Bora Lá Marina (2000), Filha do Mar (2001), Bons Vizinhos (2002), Queridas Feras (2003), O Prédio do Vasco (2004), Aqui Não Há Quem Viva (2006) e Redenção (2011). Também foi tendo participações pontuais em outras obras de ficção, da qual a telenovela infantil Chiquititas é um exemplo.
Em 2018, participa no filme Parque Mayer, de António-Pedro Vasconcelos. No teatro, protagoniza a revista Volt'a Portugal em Revista, ao lado do também veterano António Calvário.
Continua ativa e a trabalhar, fazendo teatro, televisão e cinema. Na TV, pode ser vista na sitcom Patrões Fora, em exibição na SIC desde dezembro de 2020 a setembro de 2022.

## Televisão
- Romance na Serra RTP  1962
- Melodias de Sempre RTP 1965
- Riso e Ritmo RTP 1968
- E o Resto São Cantigas RTP 1981
- Ponto e Vírgula RTP 1984 (várias personagens)
- Palavras Cruzadas RTP 1987 (Rosa Ramos)
- Cacau da Ribeira RTP 1987
- Passerelle RTP 1988 (Fernanda)
- Pisca Pisca RTP 1989 (Belarmina)
- Um Solar Alfacinha RTP 1989 (Pantera Delicada)
- Nem o Pai Morre nem a Gente Almoça RTP 1990 (Chica)
- A Morgadinha dos Canaviais RTP 1990 (cozinheira)
- O Mandarim RTP 1991 (D. Augusta Marques)
- Pós de Bem-Querer RTP 1992 (camponesa mãe)
- Grande Noite RTP 1992/1993
- Lisboa, Tejo e Tudo RTP 1993 (várias personagens)
- Telhados de Vidro TVI 1993 (Vitória)
- Ora Bolas Marina SIC 1993 (várias personagens)
- Trapos e Companhia TVI 1994 (atriz convidada)
- Os Trapalhões em Portugal SIC 1995
- Marina Dona Revista SIC 1996
- Era Uma Vez SIC 1997
- Cuidado com o Fantasma SIC 1997
- A Birra do Morto
- Bom Baião SIC 1998
- Um Sarilho Chamado Marina SIC 1998-1999 (Natalina)
- Médico de Família SIC 1999 (professora)
- A Noiva SIC 2000 (Gorete)
- Bem-Vinda Marina TVI 2000
- Bora Lá Marina TVI 2000
- 2001 - Filha do Mar
- 2002 - Bons Vizinhos
- 2003 - Coração Malandro
- 2003-2004 - Queridas Feras
- 3004-2005 - O Prédio do Vasco
- 2005 - Inspector Max
- 2006 - Floribella
- 2006-2007 - Aqui Não Há Quem Viva
- 2007 - Vingança
- 2007-2008 - Chiquititas
- 2009 - Cenas do Casamento
- 2011 - A Família Mata
- 2011 - Redenção
- 2012 - Entre as Mulheres
- 2012 - Maternidade
- 2014 - Ah Pois Tá Bem
- 2013-2015 - Bem-Vindos a Beirais
- 2020-2022 - Patrões Fora (Emília «Milita» Barata), Elenco Principal - SIC
- 2022 - Contado Por Mulheres, episódio Vizinhas (Maria José), Protagonista - RTP1
- 2024 - Sempre (Eulália) - RTP1

## Cinema
- 1964 - Pão, Amor e Totobola
- 1969 - Bonança & C.a
- 1984 - O Lugar do Morto
- 1987 - Duma Vez Por Todas
- 1987 - O Querido Lilás
- 1992 - Amor e Dedinhos de Pé
- 2003 - Os Imortais
- 2018 - Parque Mayer

## Teatro
- 1963-1964 - Ó Pá, Não Fiques Calado! - Teatro Maria Vitória[6]
- 1964 - Nazaré - Teatro Maria Vitória
- 1964 - Todos ao Mesmo! - Teatro Maria Vitória[7]
- 1965-1966 - A Ponte a Pé - Teatro Variedades[8]
- 1966-1967 - De Vento em Popa - Teatro Maria Vitória[9]
- 1968 - Arroz de Miúdas - Teatro ABC[10]
- 1969 - Elas é Que Sabem - Teatro ABC
- 1972 - Viva a Pandilha - Teatro ABC[11]
- 1974 - International Sexy Festival - Teatro Monumental[12]
- 1975 - As Escandalosas - Teatro Laura Alves[13]
- 1981 - Não Há Nada P'ra Ninguém - Teatro Maria Vitória[14]
- 1982 - Sem Rei Nem Rock! - Teatro Maria Vitória[15]
- 1983 - Quem me Acaba o Resto!? - Teatro Maria Vitória
- 1984 - O Bem Tramado - Teatro Maria Vitória[16]
- 1986-1987 - Lisboa, Tejo e Tudo - Teatro ABC[17]
- 1988 - Cheira a Lisboa - Teatro ABC
- 1988 - Olha a Bolsa ó Zé! - Teatro ABC
- 1988 - Enfim Sós! - Teatro Maria Matos[18]
- 1997-1998 - Ora Bolas… Pró Parque - Teatro Maria Vitória
- 2007 - E Viva a Revista! [19]
- 2008-2010? - É Só Rir - Digressão[20]
- 2012-2013 - Não Há Euros P'ra Ninguém - Digressão[21][22][23]
- 2013 - Vou Já Bazar Daqui! - Digressão[24]
- 2014-2016 - P'ró Diabo Kus Carregue! - Digressão[25][26][27]
- 2016-2018 - Bagunçada à Portuguesa - Digressão[28]
- 2018-2022- Volt'a Portugal em Revista - Digressão[29][30][31]
- 2022 -  - Olha Que Duas! - Digressão[32][33][34]